# 황토 (드라마)
《황토》는 1985년 12월 18일과 1985년 12월 19일에 방영된 한국방송공사 1TV 특집드라마 작품이다.

## 제작진
- 극본 : 양근승
- 연출 : 염현섭

## 출연진
- 권미혜
- 김천만
- 김하림
- 김시원
- 박주아
- 백준기
- 백찬기
- 안대용
- 안병경
- 이경표
- 이대로
- 이미경
- 이병철
- 이원종
- 이일웅
- 정서임
- 정종준